# Florisuga
Florisuga es un género de aves apodiformes de la familia Trochilidae que agrupa a dos especies nativas de la América tropical (Neotrópico), cuyas áreas de distribución se encuentran entre el sur de México, por América Central y del Sur hasta el norte de Bolivia, noreste de Argentina y Uruguay. A sus miembros se les conoce por el nombre común de colibríes o jacobinos.

## Etimología
El nombre genérico femenino «Florisuga» se compone de las palabras del latín «floris» que significa ‘flor’, y  «sugere» que significa ‘chupar’, ‘sorber’.

## Características
Las especies de este género son dos colibríes medianos, midiendo entre 11 y 13 cm de longitud, de colores de plumaje notablemente diferentes, uno, F. mellivora, exhibe dimorfismo sexual, el macho de colores azul, verde y blanco brillantes, y el otro, F. fusca, no presenta dimorfismo y es de color predominante negro y blanco; ambos de picos rectos y negros.

## Taxonomía
Los estudios filogenéticos indican que el presente género y Topaza son basales a toda la familia Trochilidae. Con base en esos estudios, algunos autores y clasificaciones sitúan a los dos géneros en una subfamilia Florisuginae, como el Comité de Clasificación de Sudamérica (SACC), mientras otras las colocan en Phaethornithinae.
La especie Florisuga fusca fue situada en el pasado en un género monotípico Melanotrochilus, que después de la inclusión de la especie en el presente género se volvió un sinónimo del mismo.

## Especies
Según las clasificaciones del Congreso Ornitológico Internacional (IOC) y Clements Checklist, el género agrupa a las siguientes especies con el respectivo nombre popular de acuerdo con la Sociedad Española de Ornitología (SEO):
| Imagen | Nombre científico   | Autor            | Nombre común        | Estado de conservación | Distribución |
| ------ | ------------------- | ---------------- | ------------------- | ---------------------- | ------------ |
|        | Florisuga mellivora | (Linnaeus, 1758) | colibrí nuquiblanco | LC                     |              |
|        | Florisuga fusca     | (Vieillot, 1817) | colibrí negro       | LC                     |              |